# Hioki
Hioki (jap. 日置市 Hioki-shi) ist eine Stadt in der Präfektur Kagoshima auf der Satsuma-Halbinsel in Japan.

## Geschichte
Hioki wurde am 1. Mai 2005 aus der Vereinigung der Gemeinden Fukiage (吹上町, -chō), Higashiichiki (東市来町, -chō), Hiyoshi (日吉町, -chō) und Ijūin (伊集院町, -chō) des Landkreises Hioki gegründet.

## Verkehr
- Straße:
  - Nationalstraße 3: nach Kitakyūshū und Kagoshima
  - Nationalstraße 270
- Zug:
  - JR Kagoshima-Hauptlinie: nach Kokura und Kagoshima

## Weblinks

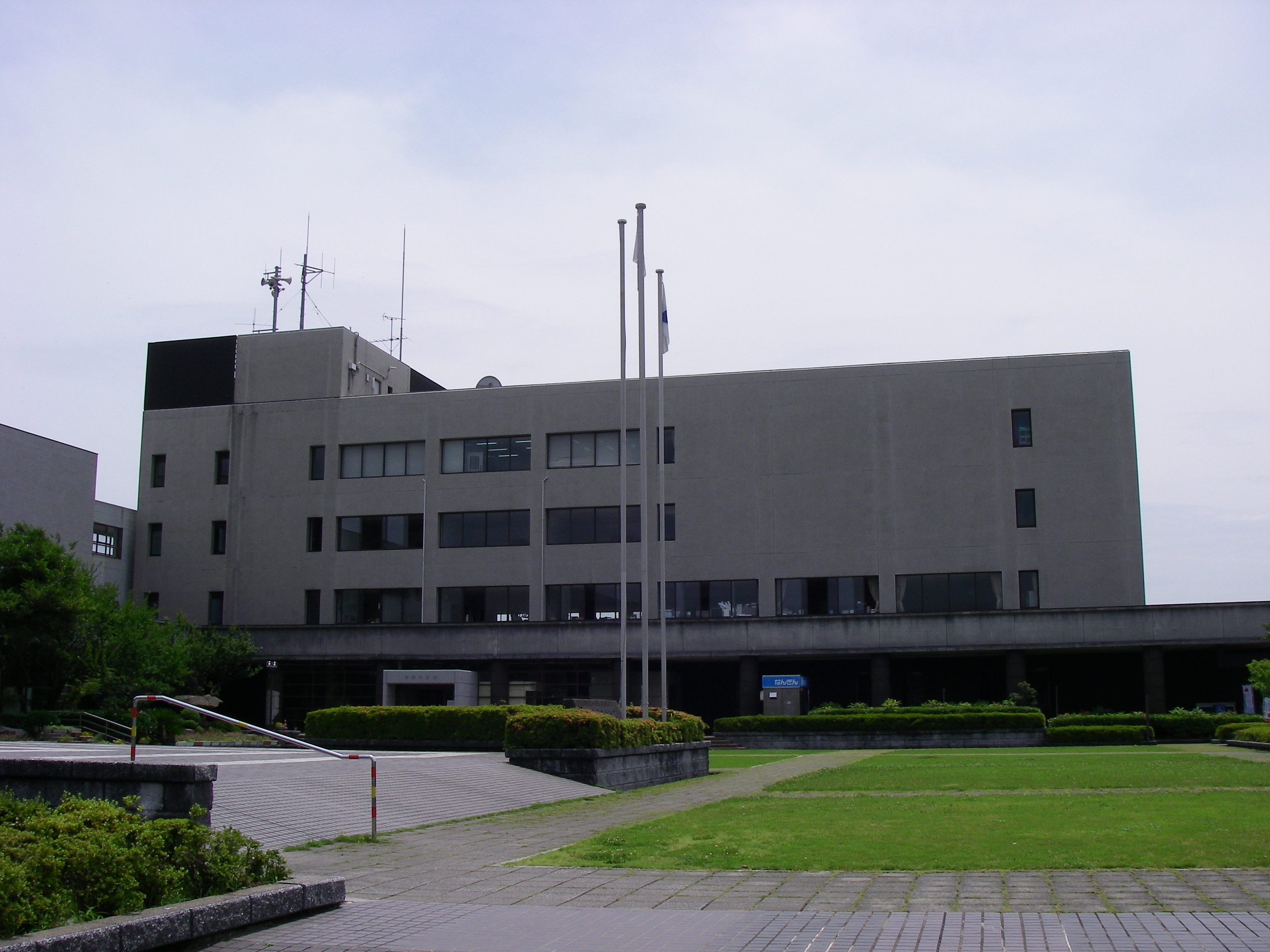
Rathaus von Hioki

## Angrenzende Städte und Gemeinden
- Kagoshima
- Satsumasendai
- Ichiki-Kushikino
- Minamisatsuma

## Persönlichkeiten
- Keisuke Iwashita (* 1986), Fußballspieler
- Kengo Kotani (* 1992), Fußballspieler